# Санный Мыс (комплекс памятников)
Санный Мыс — комплекс памятников эпохи палеолита, неолита, эпохи бронзы и средневековья. Находится в Хоринском районе Республики Бурятии. Является объектом культурного наследия России федерального значения.
Включает в себя:
- Древнее многослойное поселение, открытое археологом А. П. Окладниковым в 1958 году — один из самых известных памятников Забайкалья. Поселение является объектом культурного наследия России федерального значения➤.
- Могильные комплексы, открытые в 1855 году этнографом Д. П. Давыдовым. Могильник является объектом культурного наследия России федерального значения➤.
- Петроглифы, расположенные в средней части скалы у поселения. Во времена эпохи бронзы и раннего железа скальные плоскости с основной массой рисунков образовывали подножие утёса➤.

## Географические положение
Комплекс памятников находится в районе села Санномыск, в 15 км на восток от села Удинск, в 35 км ниже села Хоринск. Расположен на высоком мысу в среднем течении реки Уда, на её правом берегу, в средне-удинской впадине у юго-восточного подножия горной гряды, местное (бурятское) название которой — Тапхар Хоринский (в переводе «тобхор» — «возвышенное место»); другие названия: Санномысcкий Тапхар или просто гора Санный Мыс. Памятник отделён от пойменной террасы реки узкой площадкой, которая обрывается 9—10-метровым уступом.
Абсолютная высота мыса над уровнем реки составляет 17 м. Площадь — 19,74 га.

## История исследований

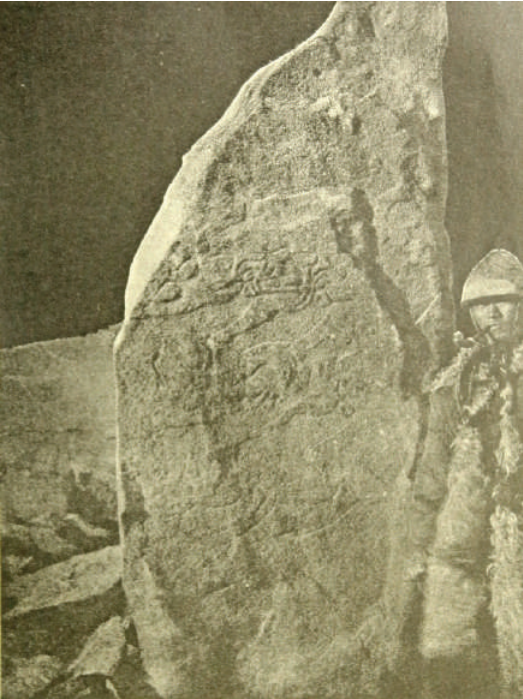
Оленный камень с могильника Санный Мыс (А. Гейкель, 1890 год)

В 1855 году этнографом Д. П. Давыдовым был открыт крупный могильник у подножия скалистой горы Санный Мыс. В углу одной из плиточных могил размером 5 ¼ × 4 аршин и ориентированной по оси с запада на восток находился оленный камень с односторонним изображением на южной стороне.
В 1958 году во время разведки Бурятской археологической экспедицией под руководством археолога А. П. Окладникова в районе реки Уда было найдено поселение, которое содержало разные по времени слои; кроме того, экспедицией была раскопана большая группа плиточных и фигурных могил, часть которых была разрушена и обваливалась в реку.
В 1968 году раскопки проводил Забайкальский отряд Археологической экспедиции Института истории, филологии и философии СО АН СССР под руководством А. П. Окладникова. Общая площадь раскопок составила 398 м², отложения были вскрыты на глубину 8 м. После раскопок жилище было музеефицировано на месте, камни в обкладе были закреплены цементным раствором, также был укреплён примыкающий к жилищу скальный обвал и установлен охранный знак. У древнего жилища А. П. Окладниковым был устроен этнографический праздник, участие в котором принимали жители близлежащих сёл. В этом же году археологом И. В. Асеевым была обнаружена группа погребений разновременного могильника. Всего было раскопано 16 погребений.
В 1978 году археологической экспедицией Этнографического музея народов Забайкалья под руководством краеведа А. В. Тиваненко были открыты петроглифы на Санном Мысу. В 1980 году А. В. Тиваненко вблизи предполагаемого оленного камня (в середине XX века оленный камень был смыт паводковыми водами реки Уда), открытого в 1855 году, был найден жертвенный очаг квадратной формы размером 0,7 × 1,0 м. Он представлял собой выложенный вертикально поставленными каменными плитами ящик, одна сторона была разрушена. Дно ящика также было выстлано плоскими каменными плитами. Внутри лежал обломок трубчатой кости в окружении многочисленных древесных угольков. Также был открыт ещё один могильник эпохи позднего средневековья.
В 1983—1984 годах поселение посетила археологическая экспедиция Читинского государственного педагогического института, руководил экспедицией краевед М. В. Константинов. Экспедицией был составлен детальный план жилища, каждый камень в обкладке получил свой номер (обломки крупных камней получили дополнительные буквенные обозначения), были сделаны профили, была проведена нивелировка. На план были нанесены очаги, хозяйственная яма, артефакты, фаунистические остатки.
В 1996 году в Бурятии проводился Международный конгресс «100 лет гуннской археологии», на котором участникам демонстрировалось жилище на Санном Мысе, для этого вновь был поставлен раскоп рядом с памятником. В 1999 году в рамках полевой экскурсии по археологическим объектам Удинской лесостепи, организованной для участников Международного симпозиума «Геохимия ландшафтов, палеоэкология человека и этногенез», проводилась демонстрация жилища, но без каких-либо дополнительных работ на поселении.
В 2006 году экспедиция Музея Бурятского научного центра СО РАН под руководством археолога Л. В. Лбовой проводила новые раскопки, разрез был поставлен от площадки гранитного дайка до подошвы террассы с жилищем, которое формировало нижнюю часть разреза, кроме того были обнаружены новые погребения. В 2009 году памятник был обследован археологическим отрядом Института монголоведения, буддологии и тибетологии СО РАН под руководством археолога В. И. Ташака.

## Многослойное поселение
Проводившиеся здесь в 1968 году раскопки показали, что поселение имеет несколько горизонтов, то есть является многослойным; в общей сложности, по версии А. П. Окладникова, удалось выявить семь слоёв: 1-й — неолитический (бронзовый век), 2-й — мезолитический, 3—7-й — палеолитические. Самый древний из них датируется в пределах 20—25 тыс. лет назад, но его возраст продолжает обсуждаться. В 2006 году Л. В. Лбовой была предложена корректировка к этой схеме, с разбивкой на 10 культурных горизонтов: 1-й слой, в котором было осуществлено погребение, определяется железным веком, 2—3-й слои относятся к бронзовому веку, 4—6-й слои отнесены к неолитическому времени, 7—10-й слои отнесены к самому концу плейстоценовой эпохи — началу голоцена.
Является одним из самых известных памятников Забайкалья, а также памятником природы и археологии. Это первая находка подобных сооружений в исследованных районах этого края. Поселение стало одним из опорных на территории Забайкалья. История Забайкалья начиналась с санномысского этапа верхнего палеолита. Многослойность и наличие выразительного жилища придают особую значимость поселению. Санномысское жилище остается единственным частично музеефицированным объектом подобного рода на территории Сибири.

## Могильник
Могильные погребения встречаются отдельными группами, расположенными по обе стороны сопки Тахар. Здесь располагается самая значительная по размерам фигурная могила — 24 м в длину, она имеет форму растянутой шкуры животного. Также была обнаружена группа плиточных могил, внешние конструкции которых представлены в форме каменного ящика. На данном могильнике находятся самые восточные из известных керексур. Могильные комплексы относят к эпохи бронзы (культуры плиточных, фигурных могил и курганов-керексуров) и эпохи средневековья (могилы-курганы кочевников от хунну до ранних монголов).

## Петроглифы

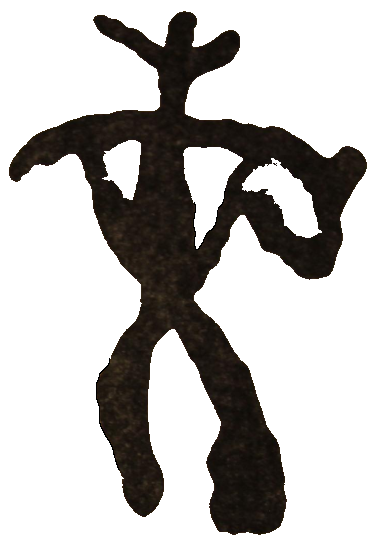
Изображение шамана

Были найдены в средней части скалы, которая вплотную расположена к жилищу и как бы нависает над ним. Во времена эпохи бронзы и раннего железа скальные плоскости с основной массой рисунков образовывали подножие утёса. До недавнего времени скала являлась святыней бурятского населения — найдены остатки обо и жертвенные приношения. Петроглифы выполнены красной охрой и относятся к «селенгинской» группе. Представляют собой фигурки птиц, людей, группы пятен. Наибольший интерес вызывает изображение шамана на вершине утёса.

## Охранный статус
Постановлением Совета Министров РСФСР от 4 декабря 1974 года № 624 комплекс включён в список памятников культуры государственного значения.
В едином государственном реестре объектов культурного наследия (памятников истории и культуры) народов Российской Федерации приказом Министерства культуры РФ № 114400-р от 10 октября 2017 года комплекс памятников Санный Мыс зарегистрировано как объект культурного наследия федерального значения «Комплекс памятников», с присвоением ему регистрационного номера 031741053910006.

## Комментарии
1. ↑  Под жилищем понимается искусственная каменная кладка, образующая его основание или, точнее, внешнюю обкладку — обрамление[14].
2. ↑  Общее обозначение камней, окружавших жилище[23].